# I Hate This Place
I Hate This Place — серия комиксов от Skybound Entertainment.

## Синопсис
Главными героинями являются Труди и Габби. Последняя получает в наследство загородный дом. Девушки переезжают в него и сталкиваются со сверхъестественным. В дальнейшем они обращаются к охотнику Данте Ховитцеру, чтобы он помог им.

## Отзывы
На сайте Comic Book Roundup серия имеет оценку 9 из 10 на основе 30 рецензий. Тим Руни из Comic Book Resources, обозревая первый выпуск, похвалил Топилина за «прекрасный баланс между мультяшностью и реализмом» в рисунках. Чейз Магнетт из ComicBook.com, рецензируя дебют, подчеркнул, «как много информации содержится всего на 24 страницах», однако подметил, что «читатели, знакомые с прошлым проектом Кайла Старкса, не будут удивлены» этому. Мэтью Блэр из Multiversity Comics оценил первый выпуск в 7,9 балла из 10 и отметил «минималистский стиль» Топилина, посчитав что «он больше подходит для андеграундных комиксов 1980-х годов».